# Бібліограф
Бібліо́граф — фахівець у галузі бібліографії.

## Завдання й обов'язки
- Веде роботи з організації довідково-бібліографічного апарату бібліотеки в традиційному та/або автоматизованому режимі.
- Здійснює довідково-бібліографічне та інформаційне обслуговування читачів.
- Бере участь в підготовці бібліографічних матеріалів, покажчиків та посібників, методичних матеріалів.
- Складає рекомендаційні переліки літератури, проводить огляди літератури, індивідуальне інформування абонентів щодо нової літератури.

## Необхідні знання
Професійний бібліограф повинен знати:
- основи бібліотечної справи, бібліографії, інформаційної роботи;
- методичні матеріали в галузі бібліографії та інформатики;
- книжковий фонд і довідково-бібліографічний апарат бібліотеки;
- передовий досвід бібліографічної та інформаційної роботи вітчизняних та світових бібліотек;
- правила внутрішнього трудового розпорядку;
- правила і норми охорони праці, виробничої санітарії та протипожежного захисту.

## Кваліфікаційні вимоги до бібліотекарів
- Провідний бібліограф: повна або базова вища освіта відповідного напряму підготовки (спеціаліст або бакалавр) та підвищення кваліфікації; трудовий стаж за професією бібліографа І категорії для спеціаліста не менше 1 року, бакалавра — не менше 3 років;
- Бібліограф І категорії: повна або базова вища освіта відповідного напряму підготовки (спеціаліст або бакалавр, молодший спеціаліст) та підвищення кваліфікації; трудовий стаж за професією бібліографа ІІ категорії для спеціаліста не менше 1 року, бакалавра, молодшого спеціаліста — не менше 2 років;
- Бібліограф ІІ категорії: повна або базова вища освіта відповідного напряму підготовки (спеціаліст або бакалавр, молодший спеціаліст) та підвищення кваліфікації; для спеціаліста — без вимог до трудового стажу; бакалавра, молодшого спеціаліста — трудовий стаж за професією бібліографа не менше 1 року;
- Бібліограф: базова вища освіта відповідного напряму підготовки (бакалавр, молодший спеціаліст) без вимог до трудового стажу.